# 28184 Vaishnavirao
28184 Vaishnavirao è un asteroide della fascia principale. Scoperto nel 1998, presenta un'orbita caratterizzata da un semiasse maggiore pari a 2,2284835 UA e da un'eccentricità di 0,1687109, inclinata di 4,51539° rispetto all'eclittica.